# Slam City Jam
Der Slam City Jam ist eine nordamerikanische Skateboarding-Meisterschaft, welche jährlich in Vancouver (Kanada) stattfindet.
Die Meisterschaft wurde 1994 das erste Mal ausgetragen und ist heute Kanadas größter Skateboard-Wettbewerb. Im Jahre 2005 waren über 25.000 Zuschauer vor Ort. Das Sommerzeit-Event findet derzeit im BC Place Stadium statt und hat meistens eine Dauer von drei Tagen. Gesponsert wird der Wettbewerb von Solo Mobile und Vans. 2006 Wurde das Event erstmals außerhalb von Vancouver, in Calgary, ausgetragen. Der Slam City Jam ist unter anderem ein spielbares Level im Videospiel Tony Hawk’s Underground.

## Bisherige Gewinner
| Jahr | Gewinner          |
| ---- | ----------------- |
| 2006 | Rob Lorifice      |
| 2005 | Pierre-Luc Gagnon |
| 2004 | Bucky Lasek       |
| 2003 | Sandro Dias       |
| 2002 | Bucky Lasek       |
| 2001 | Bob Burnquist     |
| 2000 | Bob Burnquist     |
| 1999 | Mattias Ringstrom |
| 1998 | Rune Glifberg     |
| 1997 | Colin McKay       |
| 1996 | Rune Glifberg     |
| 1995 | Bob Burnquist     |
| 1994 | Colin McKay       |

| Jahr | Gewinner          |
| ---- | ----------------- |
| 2006 | Greg Lutzka       |
| 2005 | Chris Pastras     |
| 2004 | Greg Lutzka       |
| 2003 | Ryan Sheckler     |
| 2002 | Rodil Araujo Jr.  |
| 2001 | Eric Koston       |
| 2000 | Ryan Johnson      |
| 1999 | Rick McCrank      |
| 1998 | Rodil Araujo Jr.  |
| 1997 | Chris Senn        |
| 1996 | Carlos de Andrade |
| 1995 | Ed Templeton      |
| 1994 | Kareem Campbell   |

| Jahr | Gewinnerin         |
| ---- | ------------------ |
| 2006 | Karen Jones        |
| 2005 | Cara-Beth Burnside |
| 2004 | Cara-Beth Burnside |
| 2003 | Cara-Beth Burnside |
| 2002 | Jen O Brien        |
| 2001 | Jen O Brien        |
| 2000 | Candy Hiler Kramer |
| 1999 | Jen O Brien        |

| Jahr | Gewinnerin     |
| ---- | -------------- |
| 2006 | Lacey Baker    |
| 2005 | Amy Caron      |
| 2004 | Vanessa Torres |
| 2003 | Vanessa Torres |
| 2002 | Amy Caron      |
| 2001 | Vanessa Torres |
| 2000 | Cnaan Omer     |
| 1999 | Elissa Steamer |
| 1998 | Elissa Steamer |